# Zawada Pilicka
Zawada Pilicka (do 31 grudnia 2002 Zawada) – wieś w Polsce, położona w województwie śląskim, w powiecie zawierciańskim, w gminie Irządze, przy drodze krajowej nr 78.
W latach 1975–1998 miejscowość administracyjnie należała do województwa częstochowskiego.

## Nazwa
Nazwę miejscowości w obecnej formie Zawada wymienia w latach (1470–1480) Jan Długosz w księdze Liber beneficiorum dioecesis Cracoviensis. 1 stycznia 2003 nastąpiła zmiana nazwy z Zawada na Zawada Pilicka.

## Integralne części wsi
| SIMC    | Nazwa              | Rodzaj     |
| ------- | ------------------ | ---------- |
| 0133008 | Chojnak            | część wsi  |
| 0133066 | Dąbrówki           | przysiółek |
| 0133014 | Góry               | część wsi  |
| 0133020 | Kolonia Poprzeczna | część wsi  |
| 0133037 | Kolonia Szosa      | część wsi  |
| 0133072 | Krztynia           | przysiółek |
| 0133043 | Kulzów             | część wsi  |
| 0133050 | Podgórze           | część wsi  |

## Geografia
W miejscowości kończy swój bieg niewielka rzeka Białka, która wpada do Krztyni.

## Zabytki
W centralnej części wsi znajduje się zespół parkowo-dworski z dobrze zachowanym dworem Krzemóckich z XIX wieku.